# O País do Carnaval
O País do Carnaval foi o  primeiro romance escrito por Jorge Amado, e foi publicado pela primeira vez em 1931.

## Sinopse
É um relato sobre a intelectualidade brasileira na década de 1920. Paulo Rigger é o personagem principal do livro.
Neste romance inicial, já se encontram, embora embrionários, os vários temas da obra o autor. Paulo Riger, intelectual de formação europeia, deseja participar da vida política e intelectual do país. Contesta, através, sobretudo, do Carnaval, a mestiçagem que acha ser um forte fator de atraso. Desiludido, volta para a Europa.

## Personagens
- Paulo Rigger: filho de rico cacauicultor recém falecido, de volta de Paris.
- Julie: a francesa, amante de Paulo que desembarca com ele no Rio.
- Pedro Ticiano: ateu, homem cético, o terror dos letrados.
- Ricardo Braz: piauiense, tentando a vida na Bahia. Poeta, funcionário público, estudante de direito.
- A. Gomes: jornalista, diretor de uma revista, sonha ficar rico.
- Jerônimo Soares: o mais apagado dos amigos. Mulato, ingênuo, sem vaidades, tem sua vida calma perturbada pela dúvidas incutidas por Pedro Ticiano.
- José Lopes: o mais estranho de todos. Batia de frente com Ticiano.
- Maria de Lourdes: jovem pobre, por quem Paulo Rigger se apaixona, desiludindo-se.